# Kejawar
Kejawar is een bestuurslaag in het regentschap Banyumas van de provincie Midden-Java, Indonesië. Kejawar telt 4553 inwoners (volkstelling 2010).